# Queensbury (métro de Londres)
Queensbury  (en anglais : Queensbury tube station ou Queensbury Underground Station), est une station de la ligne Jubilee du métro de Londres, en zone 4 Travelcard. Elle est située sur la Cumberland Road, à Queensbury, sur le territoire du borough londonien de Brent, dans le Grand Londres.

## Situation sur le réseau
La station Queensbury de la ligne Jubilee du métro de Londres est située entre la station Queensbury, en direction du terminus Stanmore  et la station Wembley Park en direction du terminus Stratford. Elle dispose de deux quais latéraux, numérotés 1-2, qui encadrent les deux voies de la ligne.

Plans de la ligne, du réseau du métro et des transports à Londres
Jubilee line.
Plan du métro.
Réseaux de Londres.

## Histoire
La station Queensbury est mise en service le 16 décembre 1934,.

## Services aux voyageurs

### Accès et accueil
L'accès principal de la station est situé sur la Cumberland Road, à Queensbury.

### Desserte
Queensbury est desservie par les rames de la ligne Jubilee du métro de Londres circulant sur la relation Stanmore  - Stratford (ou Neasden).

Installations
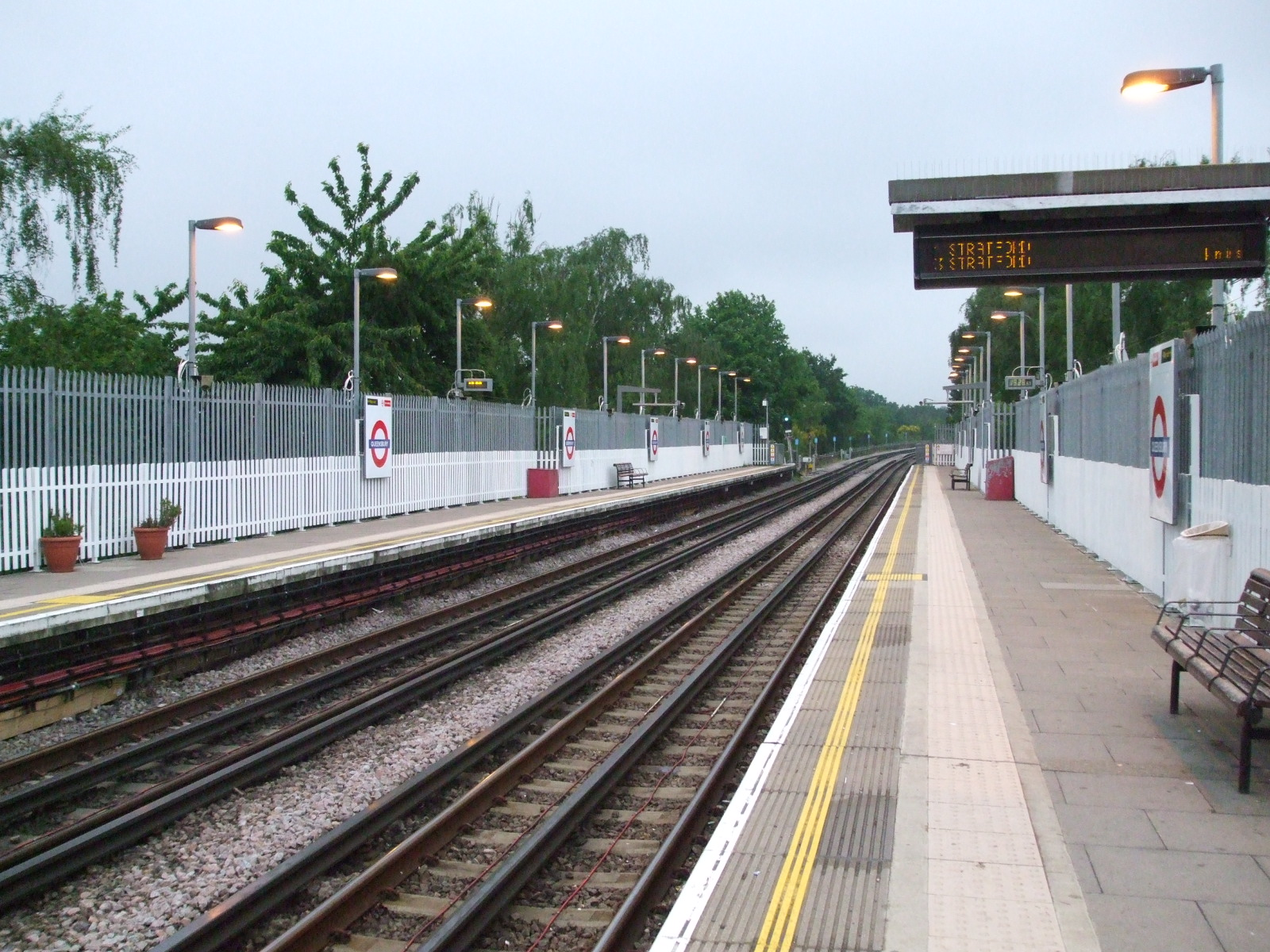
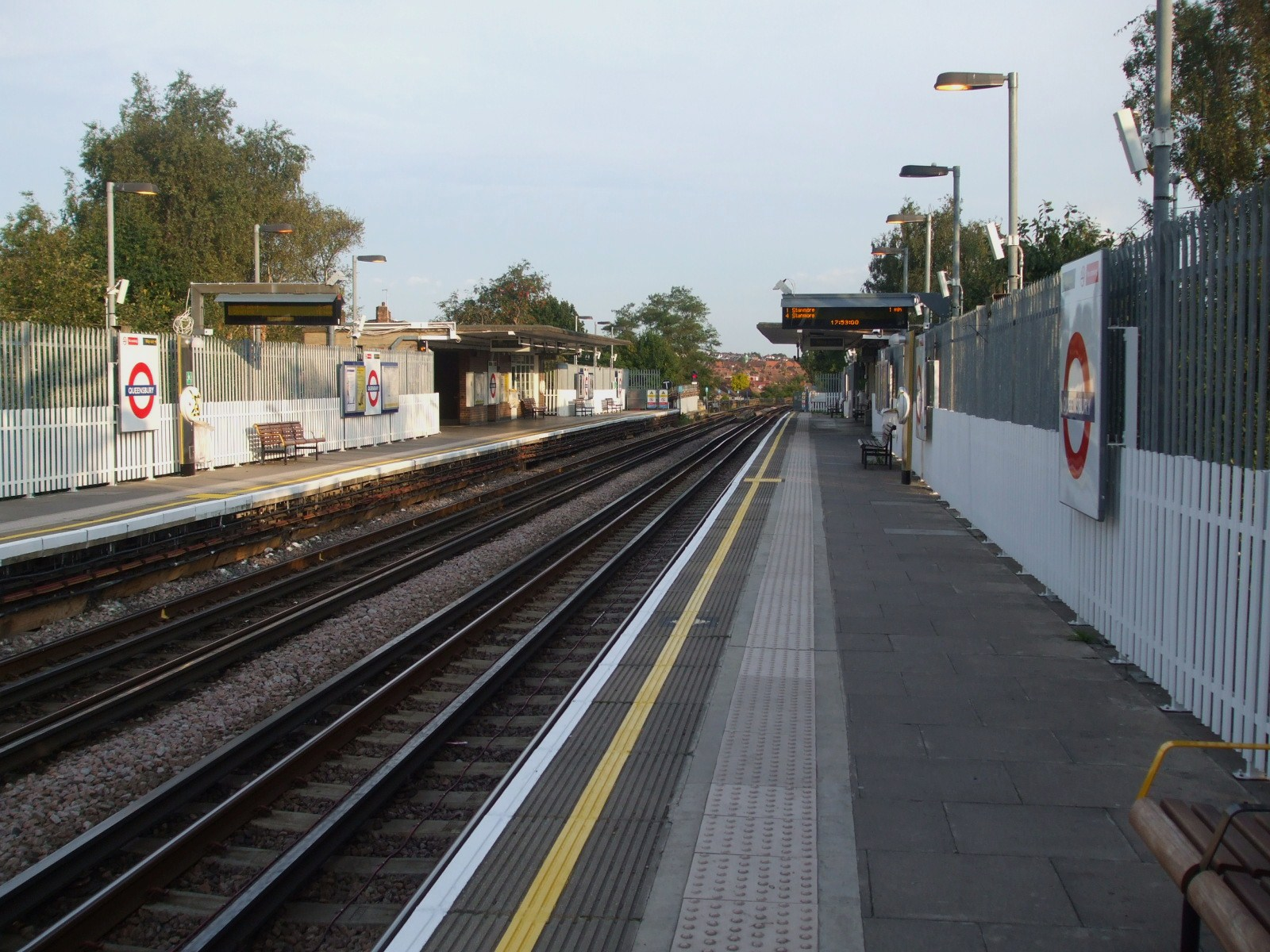
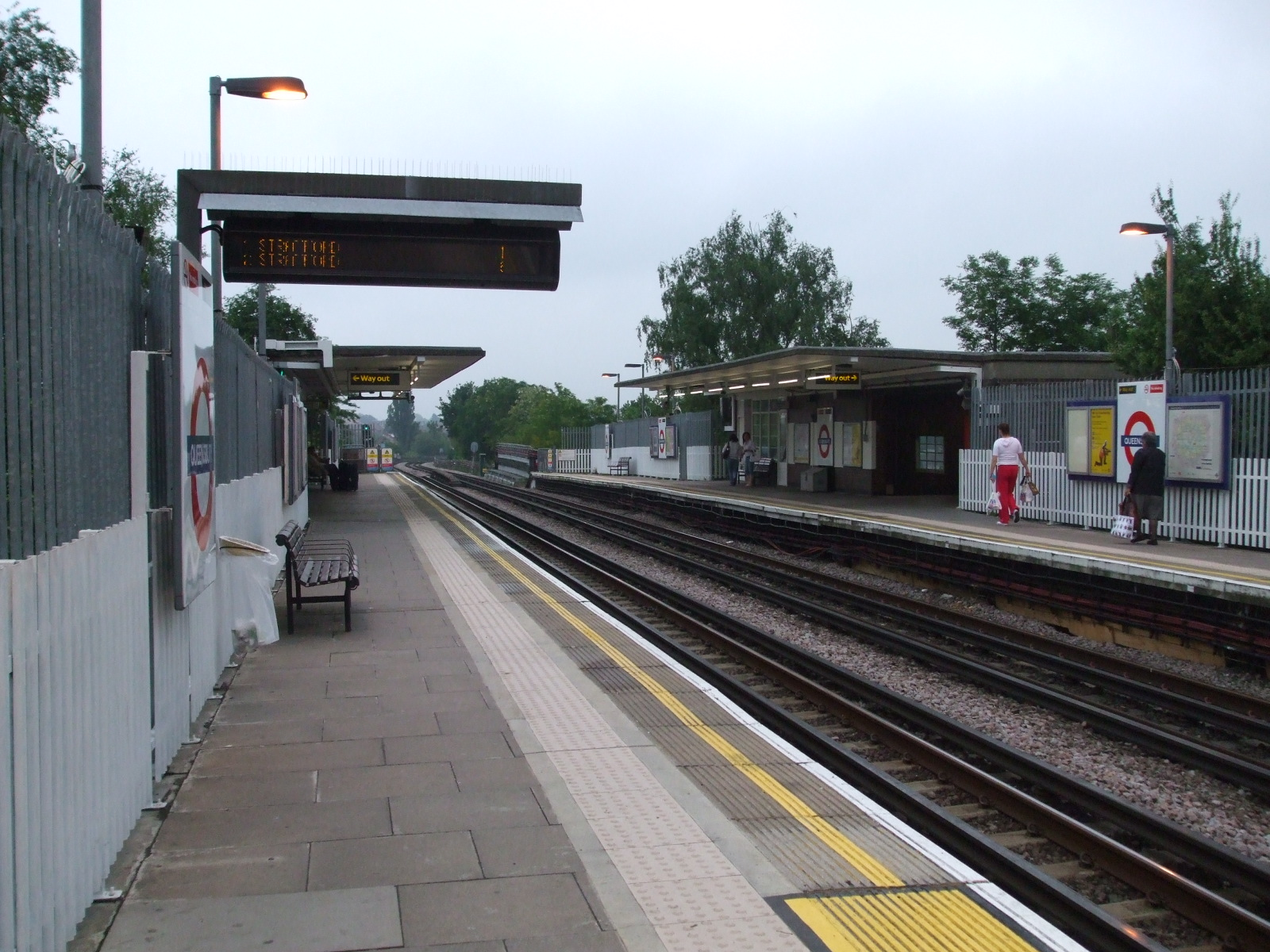

### Intermodalité
La station est desservie par des lignes des autobus de Londres : 79, 114, 288, 606, 688 et N98.

## À proximité
- Queensbury
- The Hive Stadium (en)